# François Garnier
Pour les articles homonymes, voir François Garnier (homonymie) et Garnier.
François Garnier, né le 7 avril 1944 à Beaune en Côte-d'Or et mort le 15 août 2018 dans la même ville, est un prélat catholique français, archevêque de Cambrai de 2000 à sa mort.

## Biographie

### Formation
François Garnier est entré au grand séminaire de Dijon, puis à celui de Besançon où il a suivi sa formation en vue de la prêtrise, entrecoupée par une période de coopération comme enseignant à Alep en Syrie de 1965 à 1967.
Après son ordination, il complète sa formation à l'Institut catholique de Paris où il obtient en 1972 une licence en théologie.

### Principaux ministères
François Garnier est ordonné prêtre le 28 juin 1970 pour le diocèse de Dijon.
De 1972 à 1977, il exerce son ministère sacerdotal dans des paroisses de Beaune, puis à Is-sur-Tille jusqu'en 1985.
De 1977 à 1990, il est délégué diocésain à l'apostolat des laïcs, vicaire épiscopal chargé des questions pastorales de 1977 à 1985 et vicaire général de 1985 à 1990.
Le 31 août 1990, il est nommé évêque coadjuteur de Luçon et est consacré le 21 octobre suivant par le cardinal Albert Decourtray avant de devenir évêque titulaire de ce diocèse le 25 mars 1991.
Le 7 décembre 2000, il est nommé archevêque de Cambrai.
Au sein de la Conférence des évêques de France, il a présidé l'Union des associations diocésaines de France et a été membre de la Commission pour la mission universelle de l'Église, chargé de la délégation catholique pour la coopération et membre du Conseil pour les affaires économiques, sociales et juridiques. 
Le 8 novembre 2008, il est élu président de la Commission pour la mission universelle de l'Église pour un mandat de trois ans et est réélu dans ces fonctions en 2011.
En 2014, François Garnier devient membre de la Commission épiscopale pour la liturgie et la pastorale sacramentelle.
Il est hospitalisé le 24 décembre 2017. Le 30 décembre, dans un message à ses diocésains, il les informe qu’il est atteint d’une leucémie.
Le 25 mai 2018, le pape François nomme Vincent Dollmann archevêque coadjuteur de Cambrai pour le seconder. Il avait prévu de présenter sa démission le 25 novembre 2018 au cours d’une célébration à la cathédrale de Cambrai et Dollmann serait devenu à cette date l’archevêque titulaire de Cambrai, mais il meurt le 15 août 2018.

## Ouvrage
- Il est venu le temps du réveil,  en collaboration avec Yohan Picquart, éditions Saint Léger, février 2016.

## Distinction
Chevalier de la Légion d'honneur (promotion du 14 juillet 2003)

## Devise épiscopale
« Enracinés dans l'amour » Ép. 3,17